# Kinder Scout

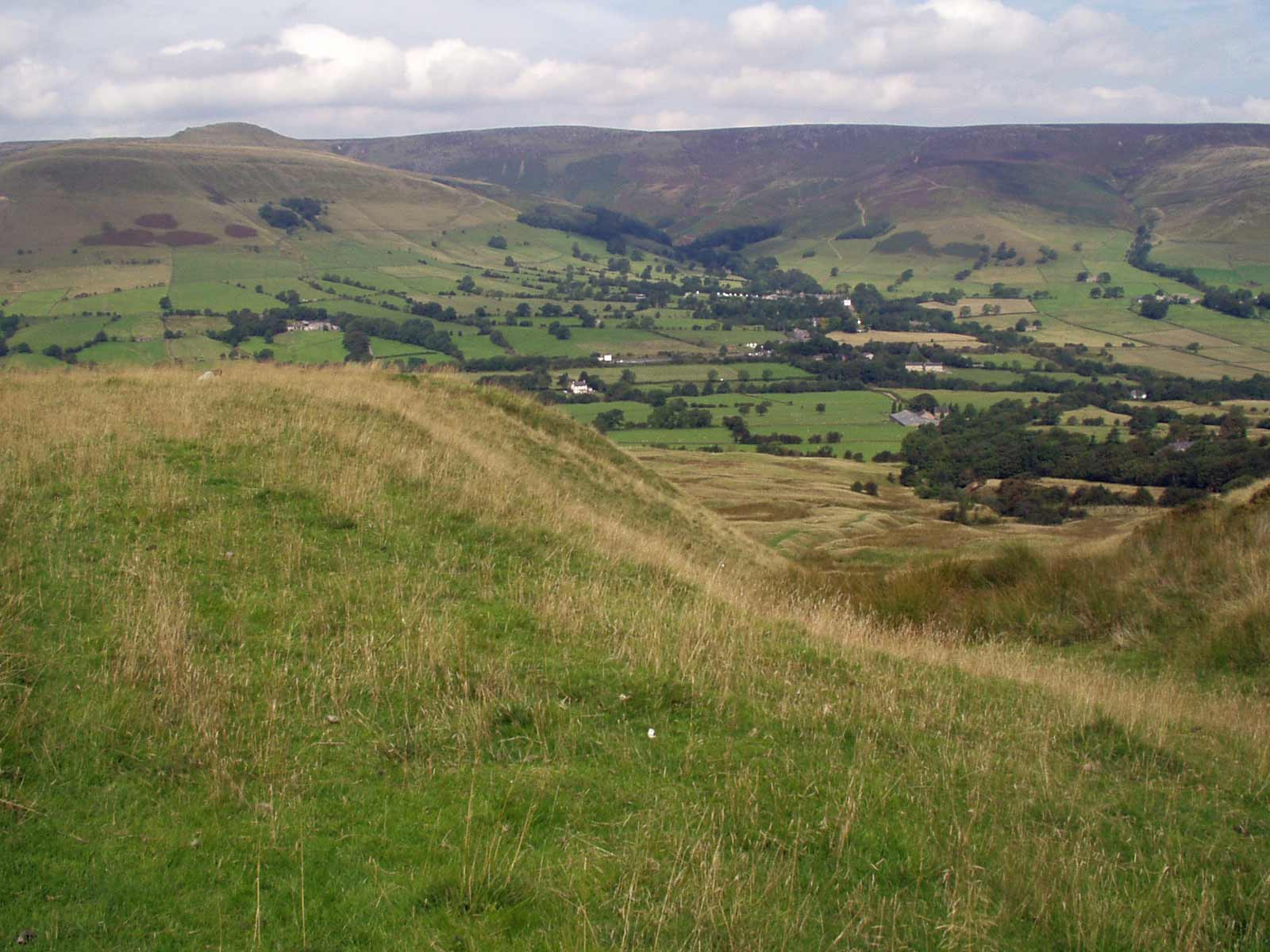
Płaskowyż od południa

Kinder Scout – płaskowyż o powierzchni 700 ha i jednocześnie góra o wysokości 636 m n.p.m. (najwyższy szczyt całego regionu East Midlands w Anglii), zlokalizowane na obszarze wyżyny Peak District, w hrabstwie Derbyshire w Wielkiej Brytanii, w większości pokryte wrzosowiskami oraz torfowiskami wysokimi, objęte ochroną jako national nature reserve.
Płaskowyż liczy około 2,5 km długości oraz szerokości i stromo opada ze wszystkich stron, częściowo ze skalistymi ścianami. Tworzą się tu niewielkie wodospady, z których największy – Kinder Downfall ma wysokość około 30 m. Jako, że ilość wody spadającej ze strumieni nie jest duża, wodospady mogą zostać całkowicie zdmuchnięte przez silne wiatry. Zimą jedno ze zboczy jest wykorzystywane do wspinaczki lodowej. Góra jest popularnym celem pieszych wędrówek, zwłaszcza dla mieszkańców pobliskich aglomeracji – Manchesteru, czy Sheffield. Na płaskowyż można dotrzeć ścieżkami pieszymi, prowadzącymi z Hayfield (od zachodu) lub z Edale (od południowego wschodu). Wzdłuż zachodniego krańca góry Kinder Scout przebiega Pennine Way – najważniejszy brytyjski długodystansowy pieszy szlak turystyczny. Torfowiska i wrzosowiska zagrożone są nadmiernym wypasem owiec oraz erozją, spowodowaną nadmierną liczbą turystów. W promieniu około 150 m od góry Kinder Scout gleba uległa już silnej erozji.

## Kinder Scout w historii
24 kwietnia 1932 miał tu miejsce akt nieposłuszeństwa obywatelskiego Mass trespass of Kinder Scout – masowe wtargnięcie dla zamanifestowania prawa do swobodnego poruszania się.